# Süddeutsche Handballmeisterschaft 1958
Die Süddeutsche Handballmeisterschaft 1958 war die neunte vom SHV ausgerichtete Endrunde um die Süddeutsche Meisterschaft im Hallenhandball der Männer. Sie wurde vom 01. bis 15. März 1958 in Ulm (Gruppe A), Freiburg (Gruppe B) und Karlsruhe (Endrunde) ausgespielt.

## Turnierverlauf
Meister wurde der TC Frisch Auf Göppingen, der sich damit für die Endrunde zur Deutschen
 Meisterschaft 1958 in Haßloch qualifizierte, bei der die Göppinger auch die Deutsche
 Meisterschaft gewannen.

### Modus
Teilnahmeberechtigt waren jeweils die Meister und Vizemeister der Endrunden Baden, 
 Südbaden,  Bayern und der Verbandsliga Württemberg. Es wurde eine Vorrunde in zwei
 Gruppen gespielt. Die zwei bestplatzierten Teams jeder Gruppe nahmen an der Endrunde zur
 Süddeutschen Meisterschaft teil. Der Meister war für die Endausscheidung zur Deutschen
 Meisterschaft
qualifiziert.

### Teilnehmer
| - Gruppe A - TC Frisch Auf Göppingen - TSV 1860 Ansbach - TSV 1896 Rintheim - SV Steinbach 1920 | - Gruppe B - TS Esslingen 1890 - TS Durlach 1846 - Regensburger TS - TuS Schutterwald |  |

* Vorrundensieger fett gedruckt 

### Endrunde
FA Göppingen 	- 	TS Durlach 1846 	10 	: 	6
TB Eßlingen 1890 	- 	TSV 1860 Ansbach 	13 	: 	7
TB Eßlingen 1890 	- 	TS Durlach 1846 	11 	: 	5
FA Göppingen 	- 	TSV 1860 Ansbach 	12 	: 	6
TS Durlach 1846 	- 	TSV 1860 Ansbach 	16 	: 	9
FA Göppingen 	- 	TB Eßlingen 1890 	14 	: 	7

### Endrundentabelle
Saison 1957/58
|    | Mannschaft                  | Sp | Pkte |
| -- | --------------------------- | -- | ---- |
| 1. | TC Frisch Auf Göppingen (M) | 3  | 6:0  |
| 2. | TS Esslingen 1890           | 3  | 4:2  |
| 3. | TS Durlach 1846             | 3  | 2:4  |
| 4. | TSV 1860 Ansbach            | 3  | 0:6  |

Süddeutscher Meister und für die Endrunde zur Deutschen Meisterschaft 1957/58 qualifiziert

## Frauen
Süddeutsche Meisterschaft
- 1. Post SV München